# Lorenzo de' Medici (écrivain)
Cet article concerne l'écrivain contemporain Lorenzo de Médicis. Pour Laurent le Magnifique (Lorenzo il Magnifico), voir Laurent de Médicis. Pour Laurent l'ancien ou Laurent II, voir Laurent_de_Médicis_(homonymie).
Lorenzo de' Medici, en français Lorenzo de Médicis, est un historien, romancier, italien contemporain, dernier représentant en ligne directe de la branche ainée de la Maison de Médicis.
Il doit principalement sa notoriété à Los Médicis, Nuestra historia (2002), livre à succès traduit en 5 langues (sauf le français) dont ont été tirés des séries documentaires historiques. Une version actualisée et enrichie est parue en 2025 sous le titre Los Medici: Mi familia.

## Biographie
Lorenzo de' Medici, né à Milan le 17 septembre 1951,. Ils sont, son frère Carlo et lui, sans descendance, 16ème et derniers descendants direct de Laurent le Magnifique.
Il n'a jamais vécu en Italie, ses parents avaient immigré en Argentine et en Suisse sous le fascisme italien. Il vit principalement à Genève de 1951 à 1977. Il y a étudié l'économie et l'histoire de l'art, ses recherches l'ont conduit en Allemagne, Autriche, Grande-Bretagne. Il vécut ensuite aux États-Unis, puis durablement à Barcelone (1996 à 2016) avant d'emménager à Azeitao, Portugal.
Lorenzo de Médicis parle et écrit l'italien, langue maternelle, l'espagnol, le français, l'anglais et l'allemand, langues dans lesquelles ses livres sont généralement traduits. «Je n'ai pas de langue préférée, bien qu'il soit plus naturel et plus facile pour moi de parler en français. Je pense dans la langue que je parle au moment où je la parle et je peux passer d'une langue à l'autre sans aucun problème » déclare-t-il. Il a étudié en français, et calcule en français.

## Publications
Lorenzo de Médicis est principalement connu pour ses livres et sa participation à des séries historiques. Il est aussi historien conférencier, promoteur de l'image des Médicis et de l'unité familiale.

### Livres
Ses publications sont des ouvrages historiques et des fictions historiques dans lesquels on retrouve sa famille: 
- (es) Los Médicis, nuestra historia (2002), le plus vendu et le plus traduit, portraits des grands noms des Médicis. Edition révisée en 2025[11],
- (ca) Traduction Mercè Ubach, Els Médici La nostra història. Barcelone, Belaqua Carroggio, 2002. 286 p. (Illustré).
- (en) Traduction Maria Angeles Cabré-Laminas. Los Medici. Nuestra Historia, Barcelone, Plaza y Janés, 2002. 334 p. (Illustré).
- (es) La conjura de la Reina, Ediciones Martínez Roca. 330 p.  (ISBN 9788427030619)  2004.
- (fr) Traduction Martine Desoille et Maly Dudet Peraldie. La Conjuration de la Reine. Paris, Presses De La Cité. 315 p.  (ISBN 9782258069367). 2006. Vie de Catherine de Médicis, reine de France de 1547 à 1559 par deux narrateurs, Catherine elle-même sur son lit de mort et Tinella sa chambrière[12].
- (es) Los Medici.Nuestra Historia, Zeta Bolsillo, 316 p. (ISBN 8498720249). 2008.
- (es) Traduction Juan Carlos Gentile Vitale, El Secreto de Sofonisba, EDB Ficcion,  (ISBN 8466631402), 320 p. 2007. Réédition Ediciones B 2008 et 2009. Dialogue imaginaire entre la portraitiste Sofonisba Anguissola et Antón Van Dyck, intrigue autour du mariage de Philippe II et Elisabeth de Valois[13],
- (nl) Traduction Maarten van der Marel, De Medicide geschiedenis van mijn familie, Vcl/West-Friesland, 2008, 316 p.
- (es) El amante español. Barcelone, Editiones B Grupo Zeta, 366 p.  (ISBN 8466638962), 2009. intrigues à la cour de François Ier de Médicis[14],
- (de) Traduction Silvana Albinoni, Die Medici: Die Geschichte meiner Familie, Bastei, Lübbe Taschenbücher, 336 p. 2010.
- (es) Las cartas robadas. Espasa, 352 p. (2012) enquête qui empile les époques sur fond de manipulations entre Marie de Médicis et du peintre Rubens[15],
- (es) La palabra perdida. Espasa, 416 p.(2016). Paléographie autour d'un texte incomplet qui conduit d'Ougarit à Barcelone à travers la Rome antique et le Renaissance[16].
- (pt) Traduction Carlos Aboim de Brito, Os Médicis a nossa história. Alfragide, Casa das Letras. 376 p.  (ISBN 9789896613303). 2022[17].
- (es) El Fiorentino: El diamante perdido de los Medici (2024).  Madrid. La Esfera de los Libros coll. Novela Historica. 392 p. (ISBN 9788413847924) 2024. Thriller historique à la recherche du Florentin, diamant jaune de 137,27 carats, perdu depuis 1922.
- (pt) El Fiorentino: O diamante perdido dos Medici. Lisbonne. A Esfera dos Livros. 392 p.  (ISBN 9788413849553). Février 2025.
- (es) Los Medici: Mi familia. Barcelone. Ed. Ariel. 272 p. (ISBN 9788434438835). Mai 2025[18].

Il a aussi publié une collection de Guides. Guias Lorenzo de'Medici, exclusivement en espagnol.
- (es) Florencia y la Toscana, Barcelone, Belaqua de Ediciones. Guias Lorenzo de'Medici. 2004. 383 p.
- (es) Campos de golf de España, Barcelone, Belaqua de Ediciones. Guias Lorenzo de'Medici. 2004. 524 p.

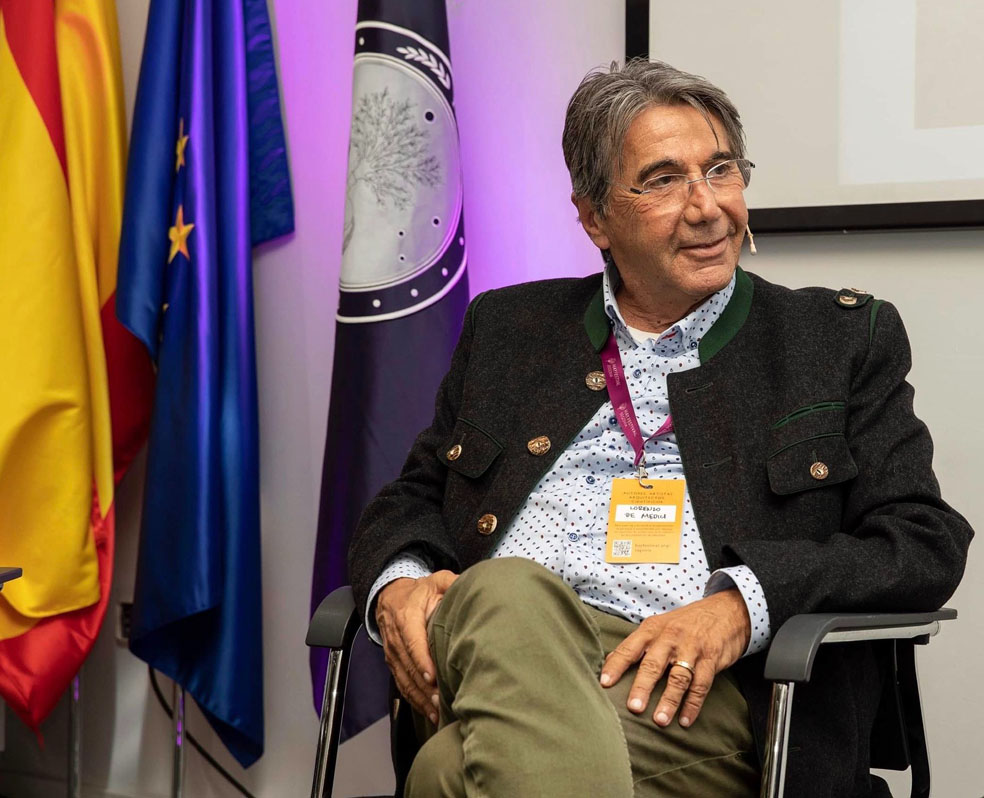
Lors d'une conférence en Espagne (2021)

### Documentaires
- 2008 : Lorenzo de' Médici, l'écrivain (Documentaire TV). NDR TV et ARTE. Réalisation Mari Cantu et Mortitz Enders[19],
- 2009 : Lorenzo de Médicis. Les Derniers Médicis (Documentaire TV). ORF. Réalisation Inés Mitterer,
- 2012 - 2013 : Les villas de campagne de la Toscane (Documentaire TV, 5 épisodes). ZDF et ARTE. Réalisation par Barbara Fally-Puskás et Michael Trabitzsch[20],
- 2013 : Murder in the House Medici (Documentaire TV ,3 épisodes). Bruders Beetz et ARTE,
- 2016 : Les Médicis : Le pouvoir d'une famille (Movistar, reportage et interview à l'occasion de la première de Les Médicis : Maîtres de Florence).

### Marque Lorenzo De'Medici
Il a déposé la marque qui porte son nom. Des licences sont exploitées pour des produits de luxe : stylos collection Maecenas (1992), parfums (Jardin de Catarina), linge brodé et une sélection de vins toscans. Il déclare à la BBC: «Le point fort des Médicis était le marketing, ils étaient fantastiques, ils savaient très bien se vendre».

### Hay Festival

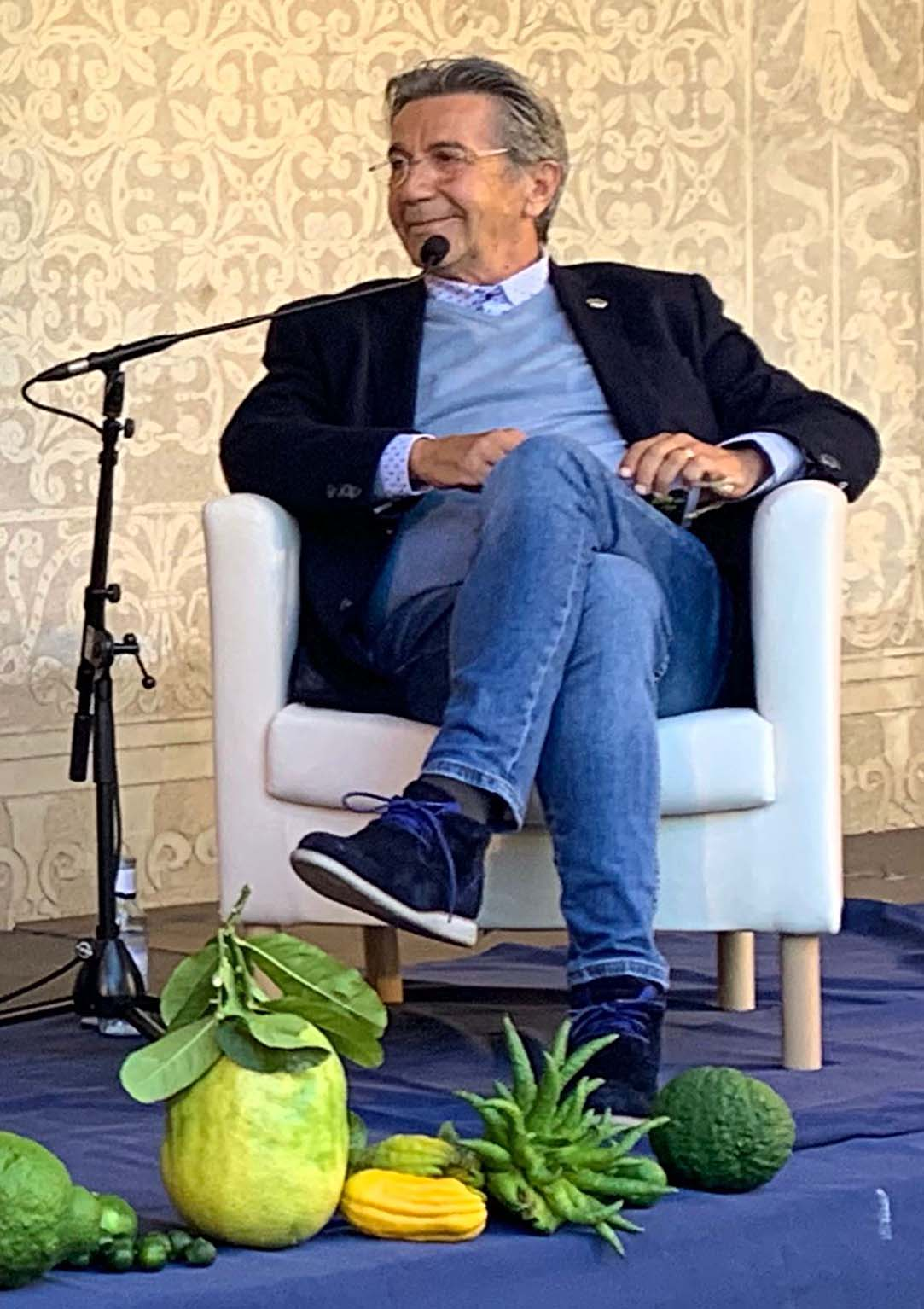
Lorenzo de Médicis au Hay Festival de Ségovie (2021) et les cédrats des Médicis

Même s'il affirme que le mécénat n'existe plus, il est animateur actif et bénévole de l'Hay Festival:  
- Les Médicis et la nouvelle série de télévisée allemande (avec Guillermo Solana, Directeur du Musée Thyssen-Bornemiza de Madrid, 2017)[27],
- L'évolution des droits de l'homme dans la littérature (avec Alejandro Vidal Porta, ambassadeur du Brésil, 2018)[28],
- Anniversaire des 500 ans de la mort de Léonard de Vinci (2019),
- La dégradation visible de la nature à travers le monde (en français avec le Prince Hussain Aga Khan, 2020)[29],
- L'histoire des collections d'agrumes de la Mésopotamie aux banques génomiques, suivi de la présentation d'une collection privée espagnole (en français avec Jean-Paul Brigand, en espagnol avec Vicente Tonoli, ex directeur de la Tate Gallery, 2021). Ces rencontres perpétuent la curiosité des Médicis pour les cédrats et leur rôle pendant le Renaissance dans la diffusion des collections d'agrumes arabo-andalouses[30],[24].